# 崇文区

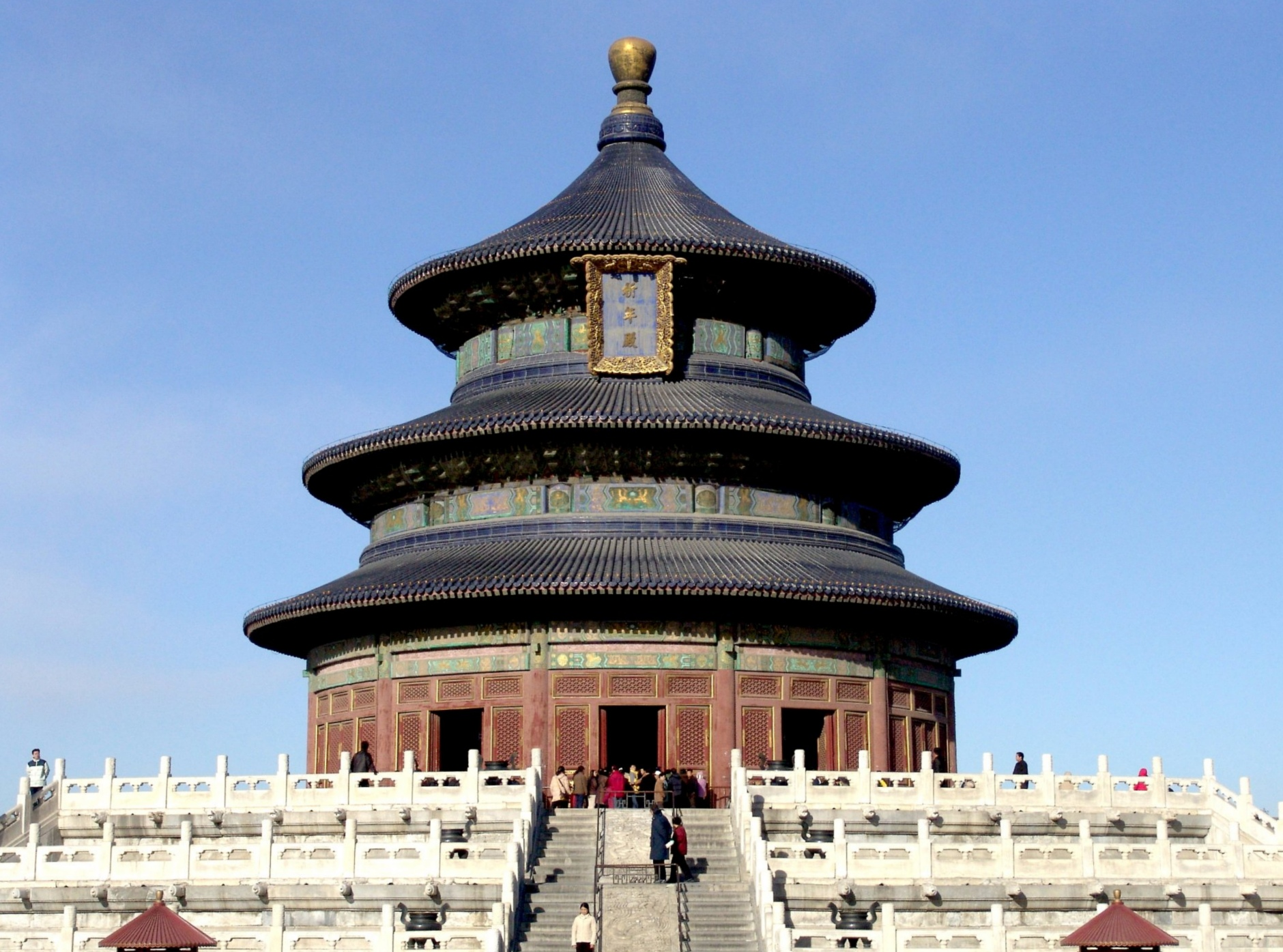
天壇

崇文区（すうぶん-く）は中華人民共和国北京市にかつて存在していた市轄区。

## 歴史
1950年4月18日、政務院による北京市行政区調整が行われた際、西城区域には7区、9区が設置された。1952年9月の行政改編では崇文区、前門区の一部に改編されている。1958年に前門区が廃止され、その一部が崇文区に編入された。西単区と西四区が合併し西城区が誕生し、1987年に馬甸の一部が朝陽区より移管された。2010年7月1日東城区に統合され崇文区は廃止された。

## 行政区画
- 前門街道（面積1.09平方キロメートル、人口4.83万人、郵便番号100051）
- 崇文門外街道（面積1.10平方キロメートル、人口4.93万人、郵便番号100062）
- 東花市街道（面積2.00平方キロメートル、人口5.96万人、郵便番号100062）
- 龍潭街道（面積3.06平方キロメートル、人口6.26万人、郵便番号100061）
- 体育館路街道（面積1.84平方キロメートル、人口5.71万人、郵便番号100061）
- 天壇街道（面積4.03平方キロメートル、人口6.97万人、郵便番号100050）
- 永定門外街道（面積3.33平方キロメートル、人口8.23万人、郵便番号100050）